# 奥林匹克奖状
奥林匹克奖状（Olympic diploma）是奧委會颁发给奥林匹克运动会比赛前八名選手的纸质榮譽证书。
从1896年夏季奥林匹克运动会开始奧委會就會頒發奥林匹克奖状給選手，起初只颁发给每项赛事的冠軍。从1923年开始奧委會開始將頒獎範圍扩大到獎牌獲得者，从1949年开始扩大到前六名，从1981年开始扩大到前八名。
国际奥林匹克委员会主席和每届奥运会组委会负责人會在獎狀上签名。每屆奧運會組織方要負責獎狀的設計，不過设计圖案必须得到国际奥委会的批准。
纽约时报於2014年报道说，很多人並不知道有奥林匹克奖状這麼一個東西，即使是賽事排名前八的運動員中，许多人都不知道自己會有資格拿到獎狀。
奧林匹克奖状獲得者如果在事後如果违反了国际奥委会道德规范、世界反兴奋剂法规或其他章程而受到懲罰，他們必须将奧林匹克奖状退还给国际奥委会。

## 照片
- 1896年夏季奥林匹克运动会
- 1908年夏季奥林匹克运动会
- 1924年夏季奥林匹克运动会